# Pittore di Baltimora
Pittore di Baltimora (fl. ultimo quarto del IV secolo a.C.) è il nome convenzionale assegnato a un ceramografo apulo; Il nome adottatato è riferito ad un vaso conservato al Walters Art Museum di Baltimora.
È considerato il più importante pittore di vasi tardo apuli e l'ultimo di rilievo. 

## Attività
I primi lavori del pittore di Baltimora furono decisamente influenzati dal pittore di Patera. Dipinse principalmente grandi crateri a volute, anfore, loutrophoroi e hydriai . È probabile che la bottega fosse situata a Canosa.
Raffigurò scene tipicamente adatte ai sepolcri (vasi naiskos), raffiguranti solitamente un naiskos da un alto e una stele tombale dall'altro, spesso caratterizzate da figure in vesti giallo-arancio, scene mitologiche e dionisiache, oltre a eroti, matrimoni e scene di vita femminile.
Stilisticamente, soprattutto per quanto riguarda le forme dei vasi e i temi pittorici, il suo lavoro è molto simile a quello del Pittore degli Inferi.ed è caratterizzato da dettagli ricchi e raffinati, soprattutto nell'ornato. Vari pittori risultano strettamente collegati al pittore di Baltimora, tra questi il pittore di Stoke-on-Trent, che era un collega molto vino o potrebbe effettivamente essere identificato nella stessa persona, e i pittori del Gruppo TC . Tra i suoi successori sono individuabili il pittore del Sakkos bianco, probabile erede della bottega, e altri pittori del gruppo del Sakkos bianco, il pittore di Sansone, il gruppo di Stoccarda e il gruppo del Kantharos.